# 圣戈尔贡 (莫尔比昂省)
圣戈尔贡（法語：Saint-Gorgon，法語發音：[sɛ̃ ɡɔʁɡɔ̃] ⓘ）是法国莫尔比昂省的一个市镇，属于瓦讷区。

## 地理
圣戈尔贡（47°38'57"N, 2°14'12"W）面积5.69 平方千米，位于法国布列塔尼大區莫尔比昂省，该省份为法国西北部沿海省份，位于布列塔尼半岛南部，北起阿摩尔滨海省、西接菲尼斯泰尔省，南濒大西洋，东南接大西洋卢瓦尔省，东临伊勒-维莱讷省。
与圣戈尔贡接壤的市镇（或旧市镇、城区）包括：圣雅屈莱潘、阿莱尔、贝加讷、卡当。

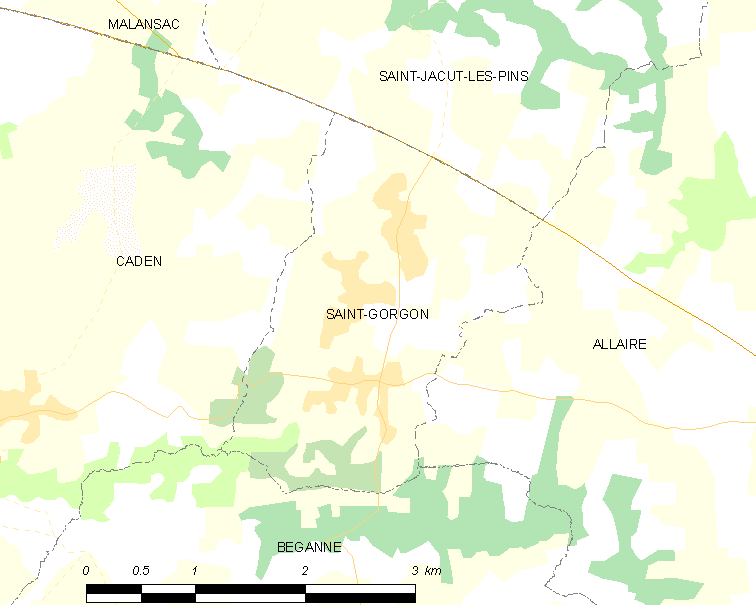
的OSM定位图

圣戈尔贡的时区为UTC+01:00、UTC+02:00（夏令时）。

## 行政
圣戈尔贡的邮政编码为56350，INSEE市镇编码为56216。

## 政治
圣戈尔贡所属的省级选区为盖尔县。

## 人口

1962-2008年间人口变化图示

圣戈尔贡于2022年1月1日时的人口数量为428人。